# Pr' Hostar
Pr' Hostar je slovenska celovečerna brezproračunska komedija iz leta 2016. Režiral jo je Luka Marčetič, scenarij sta napisala Goran Hrvaćanin in Dejan Krupić, ki sta film tudi producirala. Isti ustvarjalci so pred tem posneli uspešno istoimensko serijo, prikazano na portalu YouTube. Film se je razvil iz četrte, najdaljše spletne epizode, ki je bila mišljena kot pilot za nanizanko. Zgodba se dogaja v majhnem podeželskem hotelu Pr' Hostar, ki gre zaradi finančne izgube v prodajo tujemu kupcu, kar želijo zaposleni na vsak način preprečiti. Pr' Hostar je najbolj gledan film leta 2016 v Sloveniji in najbolj gledan slovenski film v samostojni Sloveniji.
Za ta film je značilna intenzivna in inovativna uporaba novih medijev, družabnih omrežij za uveljavljanje in promocijo avtorjev, reklama od ust do ust in ignoranca s strani tradicionalnih, prevladujočih medijev, ki so na ta film gledali zviška, kot na nekaj neintelektualnega, vulgarnega, plehkega.
Uspeh filma Pr' Hostar je ustvarjalce spodbudil k snemanju drugega dela z naslovom Pr' Hostar 2 ‰, ki je bil izdan v letu 2022.

## Zgodba
Delavci gorenjskega podeželskega hotela Pr' Hostar so razočarani nad poslovanjem hotela, saj so njihove plače nizke, regresa ne dobijo, direktor pa varčuje tudi pri vzdrževanju in nakupih hrane in pijače, zaradi česar tudi gostov praktično ni več, zaposleni pa morajo ves čas improvizirati. Ne vedo pa, da direktor lep del prihodkov porabi zase, zaradi česar nastajajo dolgovi, ki posledično pripeljejo do insolventnosti in začetka prodaje hotela. Delež krivde nosi tudi svojeglavo osebje.
Kot kupec prispe premožen, a sumljiv hrvaški poslovnež Antun s spremljevalko Anastasijo in tolmačem Tristanom in takoj napove, da bo odpustil direktorja (čeprav se mu slednji zelo prilizuje) in tudi vse zaposlene, hotel pa spremenil v luksuzni bordel. Receptor Matevž se zagleda v Anastazijo, ki mu vrača naklonjenost, zato se odloči, da jo bo odkupil od Antuna ter se z njo poročil. 
Zaposleni se odločijo, da bodo prodajo tako ali drugače preprečili. Ko jim običajni triki ne uspejo, se domislijo načrta, kjer bi Antuna uspavali in mu ponoči ukradli 2 milijona evrov iz kovčka, ki ga ima ves čas pri sebi. Načrt jim skoraj uspe, vendar jih preseneti nepričakovan in zamaskiran obiskovalec, zaradi katerega pobegnejo brez denarja. Izkaže se, da je obiskovalec direktor hotela, ki uspe ukrasti denar, ga skrije v športno torbo ter se odloči pobegniti na Ciper.
Direktor s seboj želi vzeti hotelsko sobarico Tatjano, do katere goji simpatijo. Med obiskom pri njej doma, ko jo neuspešno želi zvabiti s sabo, ga preseneti Tatjanin mož Marjan, ki prenaša športno torbo z dresi nogometnih sotekmovalcev. V zmedi direktor zgrabi športno torbo in zbeži na letališče.
Antun naslednji dan ugotovi, da denarja ni več in sprva za to osumi zaposlene, ki pa mu povedo, da je denar odnesel direktor. Zato odhiti na letališče, vendar mu direktor uspe zadnji hip pobegniti. Antun tako nima denarja za nakup hotela, zato se je primoran vrniti domov. Direktor v zraku odpre torbo in ugotovi, da so v njej samo nogometni dresi, vendar ve, da poti nazaj ni več. Denar najde Tatjana in odloči se, da bodo zaposleni poslej hotel upravljali sami.

## Produkcija
Komercialne televizije so zavrnile možnost, da bi avtorji za njih naredili televizijsko serijo, po mnenju ustvarjalcev filma zato, ker dobro služijo z oglasi, tujimi serijami in poceni resničnostnimi šovi. Zavrnitev je bila razlog za nastanek celovečernega filma. Film je bil posnet brez pomoči crowdfundinga, države (Slovenskega filmskega centra) ali zasebnih podjetij.
Z družabnih omrežjih so ustvarjalci filma razbrali, da je njihova ciljna publika stara od 14 do 45 let in jo 70 odstotkov sestavljajo moški.Za Hrvaćanina in Krupića je glavna ideja Hostarjev "jasen sredinec politični korektnosti".
Film so posneli na Bledu v penzionu Pibernik. Goran Hrvaćanin je prispeval stare uniforme iz časov, ko je delal v casinoju. Film je nastajal 25 snemalnih dni, 12 ur na dan, brez težav bi ga posneli v dvajsetih dneh, dodatnih pet dni so zaradi pomanjkanja ljudi delali po 15 ur na dan skoraj brez spanca. Za snemanje filma so potrebovali zgolj štiri leče, snemali so v ločljivosti 4K, ki je nudila več manevrskega prostora,v 2K niso mogli, v Full-HD niso, ker bi povečava videa poslabšala kvaliteto.
Dejan Krupić je deloval tudi kot izvršni producent, direktor fotografije je bil Sašo Štih, Goran Hrvaćanin in Luka Marčetič sta film zmontirala.

## Predvajanje, promocija in odziv gledalcev
Film Pr' Hostar je distribuiralo podjetje Karantanija Cinemas, ki se je moralo za distribucijo potegovati. Film je bil predstavljen na devetih premierah v devetih mestih v skoraj devetih dneh po vsej Sloveniji (17. oktobra v Kranju, 18. oktobra v Ljubljani, 20. oktobra v Mariboru, 21. oktobra v Kopru, 22. oktobra v Celju in 26. oktobra v Novem mestu). Medijski pokrovitelj premiere je bil Radio 1.
V Kinu Bežigrad so premiero razprodali v osmih urah in s tem presegli lanskoletni rekord filma Vojna zvezd. Razprodani sta bili tudi premieri v Cineplexxu v Kranju in v Koloseju Maribor. Uspeh v Mariboru je bil presenečenje, saj so avtorjem filma rekli, da je Maribor nekakšna enklava in da bodo tam pogoreli.
Film je na redni spored prišel 27. oktobra 2016 in v slovenskih kinematografih nabral 211.604 gledalcev, od tega 32 odstotkov v ljubljanskem Koloseju in s tem postal najbolj gledan film leta 2016 v Sloveniji in najbolj gledan slovenski film v samostojni Sloveniji. 
Film so najprej predvajali na desetih kopijah, naslednje leto pa na petnajstih. Film traja 87 oziroma 95 minut.
Da bi proti koncu rednega predvajanja presegli takrat najbolj gledan film Gremo mi po svoje, so 3. aprila 2017 pod imenom "Pr' Hostar dan" organizirali ogled filma za 1 € po Sloveniji. Po koncu rednega predvajanja jim je do naziva najbolj gledanega slovenskega filma manjkalo 300 gledalcev, zato so julija 2017 organizirali 3 oglede zastonj ali po znižani ceni vstopnice.Najbolj gledan film v Sloveniji so postali z brezplačno projekcijo na prostem za več kot tisoč obiskovalcev ob jezeru Jasna v Kranjski gori v okviru prireditve, ki jo je organiziral tamkajšnji Turistično informacijski center.

## Odziv kritikov in ostalih
Odzivi so bili različni. 
Peter Kolšek, pisec časopisa Delo, je napisal, da oboževalci filma Pr' Hostar ne berejo knjig in da je sam film režeča se slovenska podrtija.
Tina Bernik z Dnevnika je pohvalila ustvarjalce, ki so hodili od ene kinodvorane do druge in spodbujali publiko. Menila je, da so ostali filmarji apatični in nonšalantni do javnosti in medijev, da njihove promocije skoraj ni in da njihova imena kljub nagradam kinoobiskovalcem nič ne pomenijo. Obregnila se je tudi ob samozadostnost slovenskih režiserjev, ki zgolj posnamejo film in se ne ukvarjajo s tem, kdo naj bi ga gledal in kako ga nagovarjati in je predlagala, da se novinarje v prihodnje bolj vabi na snemanja slovenskih filmov.
Marcel Štefančič JR. z Mladine je filmu dal oceno ZA-. Ugajala mu je socialna nota filma in večkulturnost Gorenjcev, Gorana Hrvaćanina in Dejana Krupića je imenoval "dobro uigrana butec in butec", omenil je možatost ženskih likov.
Deja Crnović, prav tako novinarka Mladine, je o ustvarjalcih filma v pohvalnem članku zapisala, da so filmski outsiderji brez diplome AGRFT, da so bili odpisani in je njihov uspeh presenetil in da je njihov potenciran prikaz slovenstva očitno zadel tja, kjer boli.
Na spletnem portalu Koridor so uspeh filma pripisali utrjenemu slovesu igralske zasedbe, kritizirali pa so prehiter oziroma odsoten konec in nejasno nadaljnjo usodo junakov, kar naj bi bila posledica omejenega proračuna filma. Filmu so dali oceno 7/10.
Tudi Matic Majcen z mariborskega časnika Večer je uspeh pripisal internetni slavi, pa tudi humorju in obrtniški izkušenosti igralcev in ekipe. Zmotila ga je šibka tehnična plat in pripoved, ki ji za nekaj časa zmanjka zagona. Vseeno je pohvalil ustvarjalce, ker niso lobirali za javna sredstva, ampak so preprosto začeli delati, se izboljševali in ustvarili eno najboljših slovenskih komedij.
Denis Valič je za oddajo Gremo v kino na 3. programu Radia Slovenija napisal, da film ni izviren, vendar pritegne in nasmeji. Dogajanje se mu zdi fragmentirano, film naj bi lepljenka skečev, ne pa zaokrožena celota. Meni, da projekt idejno ni zrasel in da gre za poigravanje znanih stereotipov, a da velja vsako tovrstno pobudo toplo pozdraviti.
Samo Rugelj je za internetni portal Siol.net v svoji analizi zapisal, da ustvarjalci Pr' Hostar dobro poznajo svojo publiko in da tudi v prihodnje brez tega ustvarjanje hitov ne bo možno. Humor v tem filmu se mu zdi prostaški in obešenjaški, narejen za ljubitelje filmov, kot sta Borat in Butec in butec.
Jedrt Jež Furlan je v blogu na portalu FokusPokus pohvalila trud avtorjev amaterjev za svoje občinstvo. Všeč so ji prizori z receptorjem in njegovo mamo, ki govori na moškega. Pr' Hostar je zanjo bizarka, seštevek pomanjkljivosti in stereotipov in nihanja med slabim in še sprejemljivim okusom. Meni, da so "čefurji" zavarovalna premija tega filma in da s klenimi domačimi liki morda ne bi uspel.
Jure Konestabo si je film ogledal za portal Filmstart.si in mu dal oceno 8. Pohvalil je Gorana Hrvaćanina in Dejana Krupića, Mario Ćulibrk in Aljoša Armuš sta se mu zdela bolj prepričljiva v spletni seriji. Ideja filma se mu zdi zanimiva, a zmotilo ga je preveliko število manj zanimivih likov, luknje v scenariju in težave z zapletom zgodbe. Po njegovem se odlične scene slabo povezujejo v celoto, ker nekajminutni skeč ponuja premalo materiala za celovečerni film. Film je zanj poklon oboževalcem, ki bo nove težko pridobil. Kot Jež Furlanova je tudi on opazil moško govorico ženskih likov.
Nejc Furlan je za kolumno spletnega portala Lokalne Ajdovščina napisal, da zgodba izhaja iz tradicije Naše male klinike, Naše krajevne skupnosti in Teatra paradižnik in da se film trudi dokazati, da slovenski film lahko uspe brez depresije, samomora in skorajda nasilnega seksa. Film po njegovem ne podcenjuje svoje publike.

## Sodelovanje z oglaševalci
Režiser in producenta filma so skupaj z direktorjem marketinga Karantanija Cinemas, Andrejem Novakom in PR managerko Karantanija Cinemas, Tino Kadunc, 10. novembra 2016 na povabilo Študentske sekcije Društva za Marketing Slovenije obiskali ljubljansko Fakulteto za družbene vede.
Ustvarjalci so v sodelovanju z agencijo Futura DDB jeseni leta 2017 za zdravstveno zavarovalnico Vzajemna pripravili reklamno kampanjo, ki so jo poimenovali "Odhostaj od mame" in v kateri nastopata lika Matevža in Darinke. Goran Hrvaćanin je sodeloval kot režiser, celotna ekipa filma Pr' Hostar kot produkcijska hiša.
Kampanja je prejela več nagrad:
- Zlato priznanje na 27. Slovenskem oglaševalskem festivalu[42]

- Zlato nagrado v kategoriji "finančne storitve, zavarovalništvo in bančništvo" na 7. konferenci digitalnih komunikacij Diggit[43]

- Nagrada NETKO 2017 v kategoriji ".si za akcijo?"[44]

- Nagrada Golden Sempler na 19. konferenci Sempl v kategoriji "najboljša akcija na družabnih omrežjih"[45]

## Ustvarjalci o uspehu in reakcijah drugih
Eden od ustvarjalcev filma, Goran Hrvaćanin, je uspeh filma pripisal preprostosti, iskrenosti in človeškosti, kritikom filma je očital, da z glavo niso v sedanjosti, da zavidajo prodajo kart, da se bojijo lastnega kmečkega porekla. Meni tudi, da s kletvico več poveš.
Igralec v filmu Niko Zagode je povedal, da je vulgarnost karikatura načina komunikacije v ruralnih okoljih.
Mnenju o velikih zaslužkih so avtorji ugovarjali, da polovico vsote vzame kino prikazovalec, od preostanka pa pobereta distributer in producent, ta pa nazadnje, ko pokrije stroške promocije, denar razdeli med avtorje, od deležev producenta in avtorjev pa se plača še vsa, približno 30 članska ekipa, predprodukcijske in postprodukcijske storitve in da so zaradi tega v minusu. Dejali so, da so bili tudi odvisni od uslug, ki niso večne in da si zaradi vseh težav snemanja filma brez proračuna ne želijo več. Luka Marčetič je dodal tudi, da razume finančno stisko slovenskih filmskih ustvarjalcev in da noče, da bi bil uspeh njegovega filma orožje proti njim.

## Komercialni uspeh in rekordi
Pr' Hostar je s prodajo vstopnic zaslužil 1.088.441 €. Film je podrl tudi več rekordov. 
- Je prvi film, ki je s prodajo vstopnic v Sloveniji zaslužil več kot 1 milijon € [47]

- Ima tudi največji otvoritveni vikend leta 2016: 28.160 gledalcev[48]

- Luka Marčetič je s tem filmom osvojil rekord otvoritvenega vikenda med slovenskimi režiserskimi prvenci[48]

## Nagrade
- Tri zlate role in štiri velike zlate role za preseženih 200.000 gledalcev[47][48][49]

- Nagrada žaromet 2016 za filmsko zgodbo leta[50]

## Igralci
Imena so pridobljena z različnih virov.
- Dejan Krupić kot Matevž
- Goran Hrvaćanin kot Jerč
- Igor Kešina kot direktor
- Mateja Terseglav kot Tatjana
- Aljoša Armus kot Bobi
- Haris Raković kot Redjo
- Mario Ćulibrk kot Mark
- Luka Marčetič kot Antun
- Niko Zagode kot Tristan
- Yuliya Molina kot Anastasija
- Miri Bolte kot mama Darinka
- Uroš Albert kot generalni direktor
- Miha Brajnik kot Marjan
- Jože Robežnik kot nosač
- Magnifico kot Mau Gniu Fico
- Matevž Šalehar - Hamo

## Filmska ekipa
Ekipo so sestavljali:
- Jan Misir – asistent kamere
- Lev Predan Kowarski – gafer/lučkar
- David Wetter Zagajšek – mikroman
- Erik Margan – asistent režije
- Tosja Berce Flaker – tajnik režije
- Maja Razboršek, Ana Lazovski in Manja T. Korošec – maska